# Барвинко, Денис Анатольевич
Дени́с Анато́льевич Барвинко (укр. Денис Анатолійович Барвінко; 16 февраля 1994, Днепропетровск — 10 сентября 2021, Днепр) — украинский футболист, защитник.

## Биография

### Клубная карьера
С 2007 года по 2009 год выступал в детско-юношеской футбольной лиге Украины за запорожский «Металлург». После перешёл в академию харьковского «Металлиста». В ДЮФЛ за «Металлист» выступал в 2011 году.
12 августа 2011 года дебютировал в молодёжном чемпионате Украины в выездном матче против киевской «Оболони» (1:0), Барвинко отыграл всю игру. В составе основной команды «Металлиста» дебютировал в матче 1/16 финала Кубка Украины против «Берегвидейка» (0:3). Так как «Металлист» играл против любительской команды полурезервным составом, главный тренер Мирон Маркевич выпустил Дениса в стартовом составе, но на 60-й минуте его заменил Роберт Гегедош. На 44-й минуте Барвинко отдал результативную передачу на Джонатана Кристальдо.
В Премьер-лиге Украины дебютировал 1 апреля 2012 года в домашнем матче против криворожского «Кривбасса» (1:1), Барвинко начал игру в основе на позиции левого защитника. На 75-й минуте он отдал голевую передачу на Марлоса. После матча дебют Барвинко в чемпионате Украины оценивали положительно.
В феврале 2015 года был на просмотре в белорусском «Нафтане», однако команде не подошёл.
Считался одним из самых талантливых футболистов Украины, но был вынужден завершить карьеру из-за постоянных травм. Работал в «Энергии» Днепр.
Скончался 10 сентября 2021 года в возрасте 27 лет. За несколько дней до смерти был госпитализирован с диагнозом гипергликемия (резкий рост уровня сахара в крови). Находился в коме, вывести его из которой врачам не удалось.

### Карьера в сборной
В октябре 2011 года был вызван Юрием Морозом в юношескую сборную Украины до 19 лет на два товарищеских матча против Италии. В конце декабря 2011 года его не вызвали в расположение сборной из-за травмы. В апреле 2012 года вызван на два товарищеских матча против Бельгии.

## Достижения
- Серебряный призёр чемпионата Украины (1): 2012/13